# Министерство по делам древностей
Министерство по делам древностей (араб. وزارة الدولة لشئون الآثار‎) — египетское административное управление, которое занимается вопросами защиты и сохранения историко-культурного наследия Египта.
Министерство сформировано в 2011 году из прежде существовавшего Верховного совета древностей во время правления президента Хосни Мубарака. Министерство находится в подчинении у премьер-министра Египта и занимается безопасностью и препятствует кражам египетских древностей.

## История
В период египетской революции 2011 года Верховный совет древностей был выведен из подчинения Министерства культуры Египта и преобразован в отдельное государственное Министерство по делам древностей (MSA). Недолго министерские обязанности исполнял Захи Хавасс. В созданное министерство выдвигался руководителем Абдельфаттах эль-Банна, но позже снял свою кандидатуру. Будущее министерства оставалось туманным из-за многочисленных кадровых перестановок. 17 июля 2011 года министерство распустили и передали вновь под руководство Министерства культуры, где создали Высший совет по делам древностей.
В конце 2011 года министром древностей назначен профессор Мухаммед Ибрагим Али, который обещал вдохнуть жизнь в министерство, привлекая молодых археологов и вновь запуская приостановленные проекты. Его кандидатуру на переизбрание в 2013 году не поддержали археологи и члены Министерства по делам древностей.
Тысячи украденных древностей за последние годы вернулись в Египет. В конце 2016 года Министерство вернуло две из четырёх ламп исламского искусства, украденные в 2015 году. 
В июле 2025 года египетское туристическое ведомство выпустило специальное заявление, в котором сообщалось завершении масштабного проекта Министерства туризма и древностей Египта в сотрудничестве с испанским правительством по обновлению внутреннего освещения в трех пирамидах – Хеопса, Хефрена и Микерина. Генеральный секретарь Высшего совета по делам древностей Мухаммед Исмаил Халед сообщил, что считающееся безопасным для археологических компонентов пирамид люминесцентное освещение было проведено во все внутренние коридоры, а также погребальные камеры, лестницы и внутренние помещения.

## Министры
- Захи Хавасс (31 января 2011 — 3 марта 2011)[3][10]
- Мухаммед Ибрагим Али (2011—2013)[5][11][12]
- Мамдух эль-Дамати (июнь 2014 — март 2016)[13][14]
- Халед аль-Анани (23 марта 2016 — 13 августа 2022)[15]

## Задачи и цели
Нынешний министр Халед аль-Анани в 2016 году заявил, что его основная работа направлена на устранение дефицита бюджета Министерства, учитывая, что замороженные проекты простаивают из-за нехватки финансирования.
В 2009-2014 годах Министерство в сотрудничестве с Getty Conservation Institute работало над консервацией гробницы Тутанхамона.